# Pedagogia
Pedagogia (gr. paidagogía) – dyscyplina pedagogiczna stosowana przez nauczycieli, która zajmuje się zespołem metod i środków stosowanych w nauczaniu oraz wychowywaniu. 
Pojęcie pedagogii odnosi się do praktycznej sztuki nauczania, obecnie – także do paradygmatu edukacyjnego, który może przybierać formę doktryny pedagogicznej, ideologii edukacyjnej bądź ukrytego programu wychowawczego.

## Pedagogia a pedagogika
W sprawach wychowania używa się dwóch terminów: pedagogia i pedagogika. Pochodzą z języka greckiego od słowa paidagogos, co oznacza niewolnika w starożytnej Grecji, mającego odprowadzać chłopców do palestry – miejsca ćwiczeń fizycznych. Słowo paidagogos etymologicznie oznacza prowadzący chłopca. Początkowo było to wychowanie fizyczne, które poszerzyło się do wychowania moralnego i duchowego. Pedagog uczył wychowanka odpowiedniego zachowania, zasad moralnych. Wszystkie te czynności, które wykonywane były wokół chłopca, zaczęto nazywać paidagogia, a więc pedagogia to dzieło wychowania, zespół czynności, a także umiejętności wychowawczych, np. pedagogia domowa, czy też szkolna.
Pedagogika to nauka, której przedmiotem jest sprawa praktycznej pedagogii różnego rodzaju (np. sztuki i techniki wychowania), a więc wychowawczego prowadzenia dzieci i młodzieży, a także oddziaływania na rozwój dorosłych osób. Pedagogia wywołuje więc wpływ na człowieka, żeby zrealizować określone cele.
Mianem pedagogii określa się także cały obszar refleksji o edukacji, a także edukacyjnej praktyki. Można sądzić, że różni się to od dawniejszego znaczenia tego pojęcia, lecz z racji tego, że dotychczas nie było określenia obejmującego badania, praktyki edukacyjnej i myślenia o edukacji.

## Historia terminu
Termin „pedagogia” początkowo dotyczył tego, który się uczy i jest prowadzony, następnie tego, który uczy i prowadzi, odnosi się również do samego procesu prowadzenia, a także do tego, co jest przedmiotem nauczania.
Pedagogia boska pokazuje drogę prawdy, która prowadzi do kontemplacji Boga, a także wzory działań świętych w wiecznym przebywaniu (Klemens Al., Paed. I54, 1). Można wnioskować więc, że pedagogia dotyczy wychowanków, wychowawców, procesu prowadzenia oraz programu formacji moralnej i intelektualnej.
Według poglądów Klemensa Aleksandryjskiego pedagogia to posłuszeństwo Bogu i zarazem wychowanie, poprzez które poznajemy prawdę i usposabiamy się tak, by dojść do nieba.  
Zdaniem Jana Pawła II pedagogia jest działaniem wychowawczym, a także edukacyjnym. Wiąże się z poszukiwaniem różnorodnych możliwości kierowania młodym człowiekiem tak, by dążył do postępowań poprawnych moralnie, odpowiednich do osiągania postawionych celów. Można stwierdzić, iż tę pedagogię stosuje każdy rodzic, wychowując i otaczając dwoje dziecko. 
Stanisław Staszic uważał, że pedagogia to „nauka najtrudniejsza, bo nauka szukania najłatwiejszego sposobu dla udzieleń w krótkim czasie swych wiadomości innym ludziom”. Twierdził, iż tej sztuki należy uczyć się przez teorię oraz własne doświadczenie.
Pedagogia może być twórczym oddziaływaniem na dzieci oraz młodzież, które płynie z talentu wychowawcy, graniczy wtedy ze sztuką, stając się „sztuką sztuk”. Pedagogia może być również rzemieślniczym naśladowaniem wzorów postępowania wychowawczego. Staje się wtedy techniką pedagogiczną, którą można przekazywać innym w kształceniu kandydatów na stanowisko wychowawcy.